# Balanga

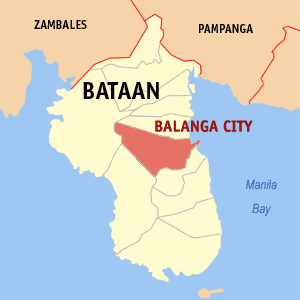
Balangas läge i provinsen Balanga.

Balanga (officiellt City of Balanga) är en stad i Filippinerna som är administrativ huvudort för provinsen Bataan i regionen Centrala Luzon. Den hade 84 105 invånare vid folkräkningen 2007. Staden är indelad i 25 smådistrikt, barangayer, varav 14 är klassificerade som urbana.

## Barangayer
Balanga delas in i 25 barangayer.
| - Bagumbayan - Cabog-Cabog - Munting Batangas (Cadre) - Cataning - Central - Cupang Proper - Cupang West - Dangcol (Bernabe) - Ibayo - Malabia - Poblacion Barcenas - Puerto Rivas Ibaba - Puerto Rivas Itaas | - San José - Sibacan - Camacho - Talisay - Tanato - Tenejero - Tortugas - Tuyo - Bagong Silang - Cupang North - Doña Francisca - Lote |